# Sandeq

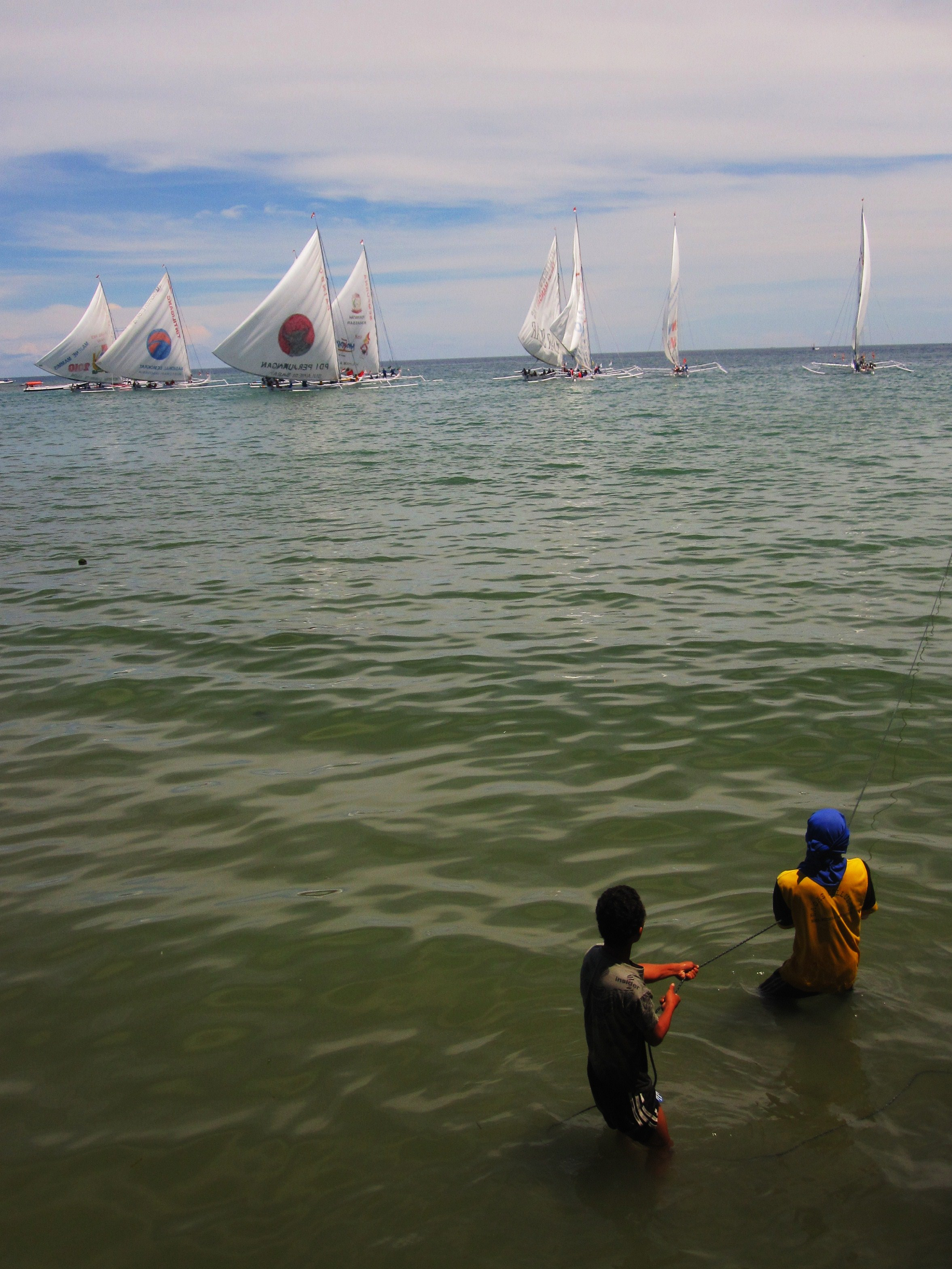
Sandeq à Majene

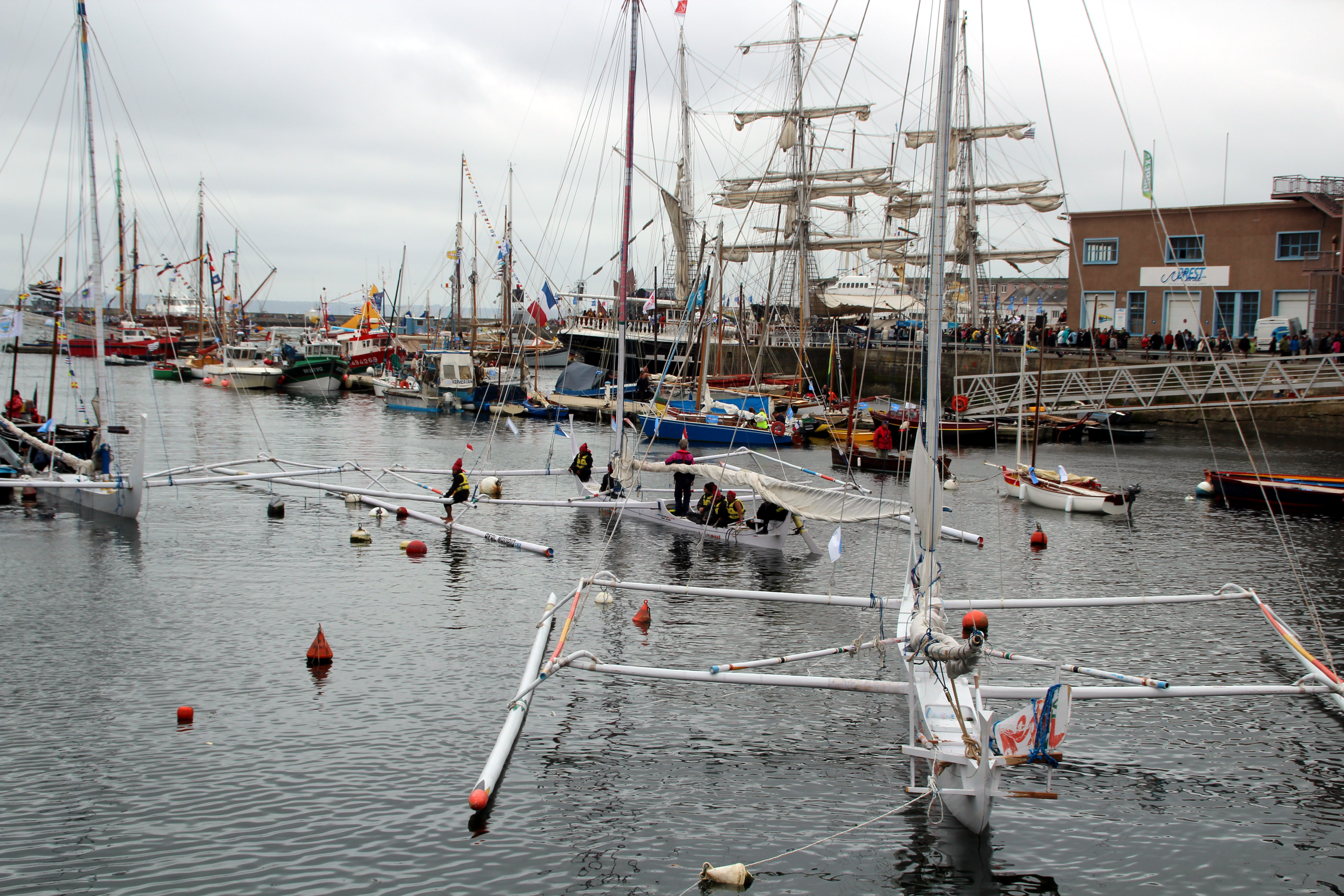
Sandeq aux Fêtes maritimes de Brest de 2012

Le sandeq est un voilier traditionnel à balanciers indonésien du pays mandar, dans la province de Sulawesi occidental, dans l'île de Sulawesi.
Sa coque de bois a une longueur de 7 à 11 mètres et une largeur de 60 à 80 cm. Cette forme effilée vaut son nom au bateau, dont c'est le sens en langue mandar. Il peut atteindre une vitesse de 20 nœuds. Il permet aux pêcheurs mandar de suivre les bancs de thons en migration ainsi que les exocets.

## La Sandeq Race
Chaque année depuis 1995 a lieu au mois d'août la Sandeq Race. Cette course part de Mamuju, capitale de la province de Sulawesi occidental, et se termine à Makassar, capitale de la province de Sulawesi du Sud.